# Cenicienta (personaje de Disney)
Cenicienta es un personaje ficticio y la protagonista de la película animada de 1950 La Cenicienta de Disney y sus dos secuelas: Cenicienta II, y Cenicienta III. En la película original, su voz fue interpretada por la actriz Ilene Woods. La versión de Disney del personaje se basó en la versión francesa del cuento de mismo nombre de Charles Perrault en Histoires ou Contes du Temps Passé. El personaje también forma parte de la franquicia Princesas Disney.

## Perfil

### Personalidad
Cenicienta es inicialmente una sirvienta en su casa y es constantemente objeto de burla por su madrastra Lady Tremaine y sus dos hermanastras. Aunque ella es maltratada y humillada, mantiene la esperanza a través de sus sueños. Ella es fiel a la idea de que algún día sus deseos de felicidad se harán realidad. Cuando su malvada madrastra y sus dos malvadas hermanastras le impiden ir al baile, su corazón es destrozado y se siente sola. Sin embargo, su hada madrina aparece y le devuelve la esperanza.
Cenicienta es de carácter fuerte y determinado, cuando la invitación al baile real llega, ella hace todo lo que pueda para persuadir a su madrastra que ella tiene todo el derecho a asistir. Ella se presenta en la película como una heroína simpática, bien intencionada, muy trabajadora, y positiva.
En Cenicienta III, su determinación se pone a prueba cuando ella pasa a través de todas las dificultades para probar a su príncipe que ella es su verdadero amor. En esta película es vista en un papel muy alimento y, finalmente, se entera de que si quieres un sueño hecho realidad, tienes que ayudar a hacerlo realidad.

### Vestuario
Posiblemente Cenicienta sea la princesa que ha mostrado más atuendos en total (sobre todo en la segunda película donde se le ven utilizando la mayor cantidad de vestidos a lo largo de las tres películas). Uno de los más representativos es su sencilla vestimenta de sirvienta conformada por una falda y blusa, (ambas color marrón aunque la blusa es ligeramente más oscura). Dicha blusa lleva mangas de color celeste, como accesorios viste un raído delantal y pañoleta blancos. Se puede ver que calza unos simples zapatos negros; también solía usar un par de suecos de madera al momento de alimentar a los animales. Este era el atuendo que utilizaba para realizar sus tareas en la mansión donde solía vivir. Se puede ver en la segunda película que ella sigue utilizando la vestimenta de una sirvienta a pesar de pertenecer ahora a la realeza, esta decisión es un símbolo de que aún conserva un corazón humilde.
Otro de los vestuarios más conocidos de Cenicienta es el vestido rosa y blanco de fiesta que sus amigos los ratones y los pajaritos le hicieron. Este tenía un significado muy valioso para ella ya que era el vestido de su difunta y amada madre. Originalmente la parte superior era de color rosa mientras que la falda era blanca y cerrada, el cuello tenía unos cuantos pliegues, y alrededor de la cintura había una cinta color rosa. Tras su arreglo ahora es totalmente de color rosa, estaba adornado de moños, lazos y listones de color rosa pálido sobre el pecho y en la parte final de la falda y el inicio de los olanes, ahora la falda está abierta. Por último las mangas fueron recortadas y en su lugar son colocadas unas coderas de color blanco, como complementos. Y finalmente Cenicienta utilizó un collar de perlas azules y un listón de color blanco como lazo alrededor de la cabeza. Este vestido fue hecho jirones y destrozado por Anastasia y Drizella, sus dos malvadas hermanastras.
El más importante de todos sus vestuarios es el vestido de princesa de gala blanco plateado, el cual está acompañado de un par de guantes largos y una preciosa diadema, ambos del mismo color ya antes mencionado, también utiliza un lazo de color negro alrededor del cuello, este vestuario en particular posee la capacidad de emitir hermosos destellos blancos y plateados (seguramente como resultado de haber sido creado con magia del Hada Madrina de Cenicienta), todo esto junto con las legendarias zapatillas de cristal fueron creados por su Hada Madrina para permitirle ir al baile y así finalmente poder cumplir su sueño de encontrar a su amor verdadero. Dicho amor resultó ser el mismo Príncipe del reino. Curiosamente su vestido de gala blanco es visto en algunos momentos del baile con un color azul pálido como el de sus zapatillas de cristal, sin embargo esto no es más que un efecto visual creado para hacer contraste en las zonas oscuras tales como el jardín y exterior del castillo. Probablemente por razones comerciales Disney la representa en la franquicia de Princesas Disney con el mismo diseño del vestido de princesa de gala original con la diferencia de que todo el vestido de princesa de gala menos el lazo cambian a un color azul celeste, además de que el vestuario no posee ningún defecto por eso.

## Apariciones

### Trilogía deCenicienta

#### La Cenicienta(1950)
Luego de la muerte de su cariñoso padre, Cenicienta es la sirvienta en su propia casa, sirviendo a su malvada madrastra, Lady Tremaine, y sus dos hermanastras, Anastasia y Drizella. Sus amigos son los pájaros y los ratones, incluyendo Jaq y Gus. Cuando se anuncia que habrá un baile en honor al príncipe, Cenicienta se prepara para ir con un vestido que sus amigos ratones hicieron para ella, pero sus hermanastras destruyen el vestido y Cenicienta se queda en el jardín llorando. Su Hada Madrina aparece para arreglar las cosas para que ella pueda ir al baile, otorgándole un vestido y un carruaje, pero el Hada Madrina le advierte de que el hechizo se romperá a la medianoche. En el baile, Cenicienta baila con el Príncipe y de inmediato se enamoran, pero a medida que el reloj toca las 12, ella se apresura a regresar antes de que el hechizo se rompa, y en su prisa deja uno de sus zapatos de cristal por detrás. Al día siguiente, se anuncia que el príncipe se casará con la mujer cuyo pie encaje en el zapato de cristal. Lady Tremaine descubre que Cenicienta es la mujer que busca el Príncipe, y la malvada mujer encierra a la joven para que ella no tenga oportunidad de probarse el zapato. Los ratones y sus otros amigos animales la ayudan a escapar, y ella se apresura a la planta baja para aprobarse el zapato de cristal, pero se rompe antes de que pueda probarla. Afortunadamente, Cenicienta revela que ella tiene el otro, y ella se lo prueba, haciendo un ajuste perfecto. Cenicienta termina casándose con el Príncipe, y se despide de sus amigos animales mientras los dos se marchan en un carruaje.

#### Cenicienta II(2002)
Jaq y Gus se lanzan a la idea de hacer un nuevo libro para narrar lo que ocurre después de la final de la historia anterior, haciendo tres historias: "Mi primer día en el castillo", "Una historia alta", y "Un romance raro". En la primera historia, Cenicienta y el Príncipe regresan a palacio después de su luna de miel, pero el Príncipe se debe marchar por unos días, mientras que Cenicienta debe aprender a ser princesa y preparar ella misma una gran fiesta en palacio. En la segunda historia, Jaq se transforma en un humano llamado Sir Hugh con la ayuda del Hada Madrina, pudiendo pasar tiempo con Cenicienta, a quien o oculta que su verdadera identidad, mientras se relaciona con otros humanos. En la tercera historia, Cenicienta ayuda con sus problemas amorosos a su hermanastra Anastasia, quien se ha enamorado del panadero del pueblo.

#### Cenicienta III(2007)
Cenicienta y el Príncipe están celebrando su aniversario. Sin embargo, Lady Tremaine, la malvada madrastra de Cenicienta, se apodera de la varita mágica del Hada Madrina, y utiliza sus poderes mágicos para regresar en el tiempo atrás y enviar a Cenicienta en modificar su vida de los acontecimientos que rodearon la primera película. Esta vez, sin embargo, la historia cambia cuando surgen nuevas situaciones: el zapato de cristal se ha modificado con la magia de la varita para adaptarse al pie de Anastasia, siendo ahora ella la comprometida del Príncipe. Cenicienta, junto con sus amigos ratones, propone arreglar las cosas y llevar a su madrastra a la justicia de una vez por todas y a intentar recuperar la varita mágica de su Hada Madrina. Finalmente, vuelve a casarse con el Príncipe y devolver la varita mágica a su Hada Madrina.

### Otras películas

#### Sofia the First: Once Upon a Princess(2012)
Película televisiva de animación por computadora que sirve como piloto para la serie Sofia the First, donde Cenicienta aparece tras ser invocada por Sofia. Ella aconseja a Sofia sobre intentar llevarse bien con su hermanastra Amber, teniendo la oportunidad que ella no tuvo con sus dos hermanastras de poder hacerse amigas.

#### Cenicienta(2015)
Adaptación de acción real de la película animada de 1950, en esta versión el personaje recibiendo el nombre de "Ella" como su nombre de nacimiento. Su padre vuelve a casarse tras la trágica muerte de su madre. Ella, no quiere disgustar a su querido padre así que acoge a su madrastra, Lady Tremaine y a sus hijas Anastasia y Drisella en la casa familiar. Pero el padre de Ella fallece repentinamente y ahora se encuentra a merced de una nueva familia celosa y cruel. Tras lo cual, Ella acaba siendo una sirvienta cubierta de cenizas a la que llaman despectivamente "Cenicienta". Una situación que podría sumirla en la desesperanza. pero ella está decidida a cumplir con las últimas palabras que le dijo su madre: "Deberás ser valiente y amable".
Así que Cenicienta no caerá en la desesperación, ni despreciará a los que la maltratan. Además, está Kit, el apuesto extraño al que conoce en el bosque, el cual le dice ser un sirviente en el Palacio. No sabe que no se trata de un empleado más de Palacio, sino que realmente es el príncipe, pero lo que sí sabe es que ha encontrado a su alma gemela. Parece que su destino podría cambiar cuando Palacio invita a todas las jóvenes casaderas a un gran baile donde abriga la esperanza de volver a encontrarse con el encantador Kit. Por desgracia, su madrastra le prohíbe asistir al baile y hace jirones su vestido. Pero, para fortuna de Ella, hace aparición su Hada Madrina, quien le proporciona un vestido y un carruaje para asistir al baile, donde Ella consigue reencontrarse con Kit.

#### Películas deDescendants
En la franquicia de Descendants, Cenicienta y el Príncipe Encantador tienen un hijo llamado Chad, quien aparece en las tres primeras películas de la franquicia, y una hija llamada Chloe, quien aparece en la cuarta y quinta películas.
Cenicienta tiene apariciones a modo de cameo en la primera película (2015) durante la coronación del Príncipe Ben, y en Descendants 2 (2017) durante el Cotillón Real, en ambos casos siendo interpretada por actrices sin acreditar. Posteriormente, ella tiene una participación principal en la cuarta película, Descendants: The Rise of Red (2024), siendo interpretada por Brandy Norwood (quien previamente también interpretó una versión de Cenicienta en la película de 1997 Rodgers & Hammerstein's Cinderella), mientras que Morgan Dudley interpreta a una joven "Ella". Norwood retoma el papel en la quinta película, Descendants: Wicked Wonderland (2026).

#### Ralph Breaks the Internet(2018)
Cenicienta es uno de los varios personajes que aparecen en el sitio web OhMyDisney.com cuando es visitado por Vanellope, quien se hace amiga de Cenicienta y las demás Princesas Disney. Posteriormente, Cenicienta y las demás princesas salvan a Ralph cuando cae desde lo alto.

#### Once Upon a Studio(2023)
Cortometraje donde Cenicienta es una de los varios personajes de Walt Disney Animation Studios que se reúnen para hacerse una foto en grupo. Ella y el Príncipe Encantador aparecen bajando las escaleras del estudio, con el príncipe perdiendo un zapato en el acto, el cual se lo lleva Max (de La sirenita), a quien los dos persiguen para recuperarlo. Posteriormente, se la ve cantando junto a los demás la canción "When You Wish Upon a Star" antes de hacerse la foto.

### Parques Disney

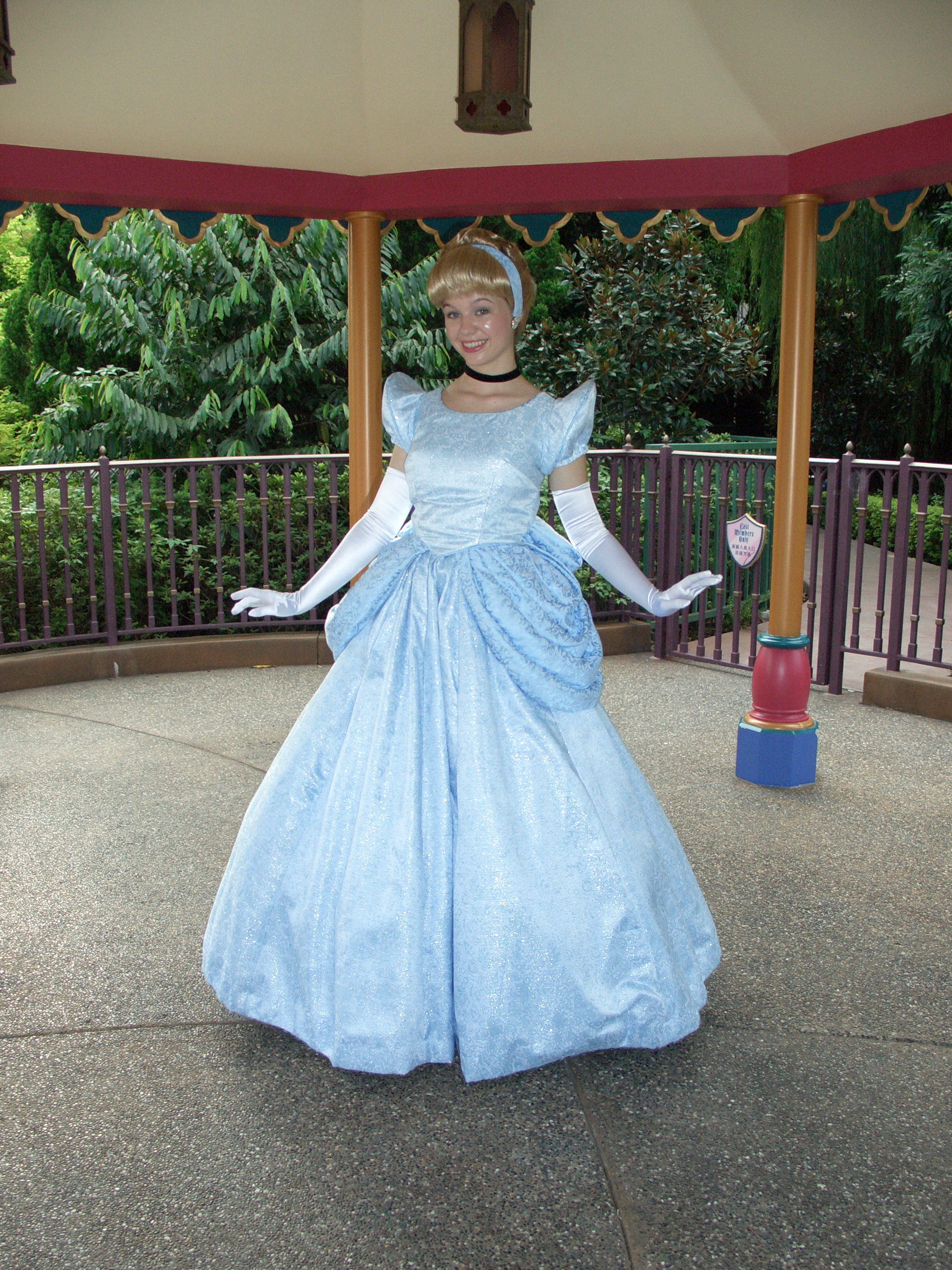
Cenicienta como personaje para conocer y saludar en los Parques Disney.

En Disneyland Resort Paris hay una fuente de Cenicienta.
En Walt Disney World está el castillo de Cenicienta. En esta misma localidad podemos encontrar otra fuente celebrando la magia de esta maravillosa historia.